# Fujimi Shobo
A Fujimi Shobo (富士見書房; Fudzsimi Sobó; Hepburn: Fujimi Shobō), korábban Fujimi Shobo Co., Ltd. (株式会社富士見書房; Kabusikigaisa Fudzsimi Sobó; Hepburn: Kabushikigaisha Fujimi Shobō) a japán Kadokawa Corporation egyik kiadója és márkája, amely light novelekre, mangákra, szerepjátékokra és gyűjtögetős kártyajátékokra szakosodott. A vállalat működése 1991-ben kezdődött a Kadokawa Shoten leányvállalataként, majd 2013. október 1-jén megszűnt kabusikigaisának (Kft.) lenni, miután nyolc másik céggel összevonva a Kadokawa Corporation egyik márkacége lett Kadokawa név alatt.

## Magazinok
Light novel-magazinok
- Fantasia Battle Royal
- Dragon Magazine

Mangamagazinok
- Gekkan Dragon Age
- Dragon Age Pure
- Age Premium

## Kiadói címek
Aktív
- Fujimi Dragon Book (szerepjátékok)
- Fujimi Fantasia Bunko (light novel-ek)
- Fujimi Mystery Bunko (misztikus light novel-ek)

Megszűnt
- Dan Oniroku Bunko
- Fujimi Bishōjo Bunko
- Fujimi Bunko
- Fujimi Dragon Novels
- Fujimi Jidaishōsetsu Bunko
- Fujimi Roman Bunko

## Szerepjátékok
- Arianrhod RPG
- Demon Parasite
- Double Cross
- GURPS (fordítás)
- Sword World RPG
- Sword World 2.0

## Gyűjtögetős kártyajátékok
- Dragon All-Stars
- Monster Collection
- Project Revolution